# Ignaz Schlosser
Ignaz Schlosser (* 13. Januar 1893 in Wien; † 1971) war ein österreichischer Kunsthistoriker.

## Leben
Ignaz Schlosser studierte Kunstgeschichte an der Universität Wien und wurde dort 1922 promoviert. Von 1951 bis zu seinem Ruhestand 1958 war er Direktor des Österreichischen Museums für angewandte Kunst in Wien.

## Schriften (Auswahl)
- Das österreichische Porträt im 18. und 19. Jahrhundert. Dissertation Universität Wien 1922.
- Die Kanzel und der Orgelfuss zu St. Stefan in Wien. Logos Verlag. Wien 1925.
- Der schöne Teppich in Orient und Okzident. Keysersche Verlagsbuchhandlung, Heidelberg 1960.
- Das alte Glas. Ein Handbuch für Sammler und Liebhaber. Klinghardt & Biermann,  Braunschweig 1965.